# بمباران شیمیایی سردشت
بمباران شیمیایی سردشت یک جنایت جنگی و بمبارانی بود که نیروی هوایی عراق در ۷ تیر ۱۳۶۶ با استفاده از بمب‌های شیمیایی در چهار نقطهٔ پرازدحام شهر سردشت در ایران انجام داد. در این حمله ۱۱۰ نفر از ساکنان غیرنظامی شهر کشته شده و ۸۰۰۰ تن دیگر نیز در معرض گازهای سمی قرار گرفتند و مسموم شدند.
فیلم درخت گردو (۱۳۹۸) با الهام از این واقعه ساخته شده‌است.

## کشتار غیرنظامیان
در کتاب حقوق مخاصمات مسلحانه نوشتهٔ شارل روسو آمده‌است: «جنگ به هیچ وجه رابطهٔ انسان با انسان نیست، بلکه رابطهٔ دولت با دولت است که در این رابطه افراد خصوصی به گونه‌ای اتّفاقی دشمنِ یکدیگر شده‌اند و این نه به عنوان دو انسان بلکه به عنوان شهروند، نه به عنوان اعضاء یک میهن بلکه به عنوان مدافع»
در جریان جنگ غیرنظامیان در آن دخالتی ندارند و بنابراین آثار جنگ هم نباید دامنگیر آنان شود. طبق مقرّرات وضع شده در سال ۱۸۷۴ (کنفرانس بروکسل) و سال‌های ۱۸۹۹ و ۱۹۰۷ (کنفرانس لاهه) کشورهای متخاصم ملزم شده‌اند که از سرایت جنگ به افراد غیرنظامی خودداری کرده و افراد غیرنظامی را از صحنهٔ درگیری خارج نمایند. علاوه بر آن از گسترش جبهه‌های جنگ به مناطق مسکونی منع شده‌اند.

## واکنش‌ها
بمباران شیمیایی شهر مرزی سردشت فجیع‌ترین تهاجم شیمیایی در تاریخ جنگ های بشر بود که آثار و مشکلات منفی بسیاری به وجود آورد. جمهوری اسلامی ایران، این تهاجم را غیرانسانی اعلام داشت و شهر سردشت را نخستین شهر قربانی جنگ‌افزارهای شیمیایی در جهان پس از بمباران هسته‌ای هیروشیما نامید. مجامع جهانی به دلیل نفوذ پشتیبانان صدام حسین، قادر به انجام اقدام قابل توجهی نبودند. کشورهای اروپایی و آمریکایی هم که به نوعی با فروش سلاح به صدام بانی این فاجعه بوده‌اند سعی کردند این اتفاق را نادیده بگیرند، و واکنش خاصی انجام ندادند و حتی در صدد انکار آن برآمدند. 

## روز مبارزه با سلاح‌های شیمیایی و میکروبی
با پیشنهاد و پیگیری گروهی از مردم سردشت با نام «انجمن دفاع از قربانیان شیمیایی سردشت» سالروز حمله شیمیایی به سردشت به عنوان روز مبارزه با سلاح‌های شیمیایی و میکروبی نام گذاری شده‌است. این روز از سال ۱۳۸۲ هر سال در سردشت و در رسانه‌های داخلی گرامی داشته می‌شود.

## تأسیس سازمان منع سلاح‌های شیمیایی
پس از رویداد هولناک حلبچه و سردشت، معاهده ای شکل گرفت که در نهایت به کنوانسیون بین‌المللی منع جنگ‌افزارهای شیمیایی منجر شد با اجرایی شدن این کنوانسیون سازمان منع سلاح‌های شیمیایی برای هدایت امور محوله و اجرای مقررات لازم بنیانگذاری شد که مقر آن در لاهه می‌باشد

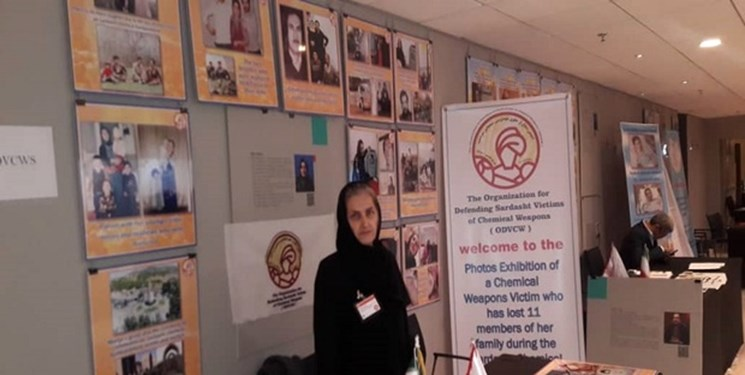
OPCW.Sardasht victims

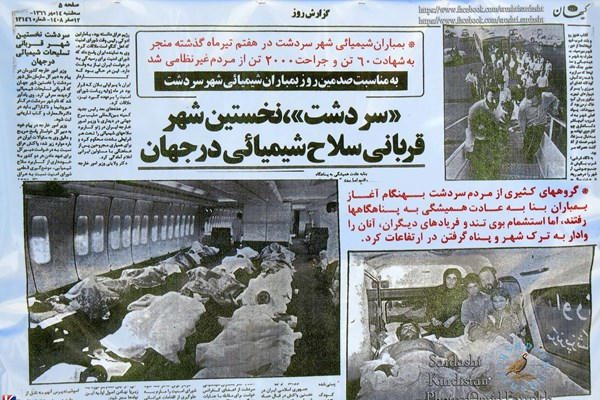
خبری که با تأخیر مخابره شد ۱۹۸۷

در نخستین همایش بازنگری کنوانسیون منع سلاحهای شیمیایی، که از ۱۰ تا ۲۰ اردیبهشت ۱۳۸۲ در لاهه مقر سازمان برگزار شد برای نخستین‌بار نمایشگاه عکس و آثار و فجایع بمباران شیمیایی سردشت در معرض دید نمایندگان کشورها و رسانه‌های جهانی قرار گرفت و بازتاب گسترده‌ای یافت.
نمایشگاهی از عوارض دیررس گاز خردل با حضور تعدادی از قربانیان سردشت برگزار شد و دبیرکل سازمان منع سلاح‌های شیمیایی، و شماری از سفرا و هیئتهای نمایندگی کشورها از آن بازدید کردند. اجلاس بازنگری میزبان هیئت‌های عالی‌رتبه ۱۹۰ کشور جهان بود. علاوه بر دولت‌های عضو سازمان منع سلاح‌های شیمیایی، نمایندگان بیش از ۵۰ سازمان غیردولتی در این اجلاس حضور فعال داشتند.

## فیلم درخت گردو
فیلمی در ژانر جنگی و درام به کارگردانی محمدحسین مهدویان و تهیه‌کنندگی سید مصطفی احمدی محصول سال ۱۳۹۸ سینمای ایران درباره این واقعه است. فیلم‌نامه این اثر توسط ابراهیم امینی و حسین حسنی نوشته شده‌است.